# Déci
Pour un article plus général, voir Préfixes du Système international d'unités.

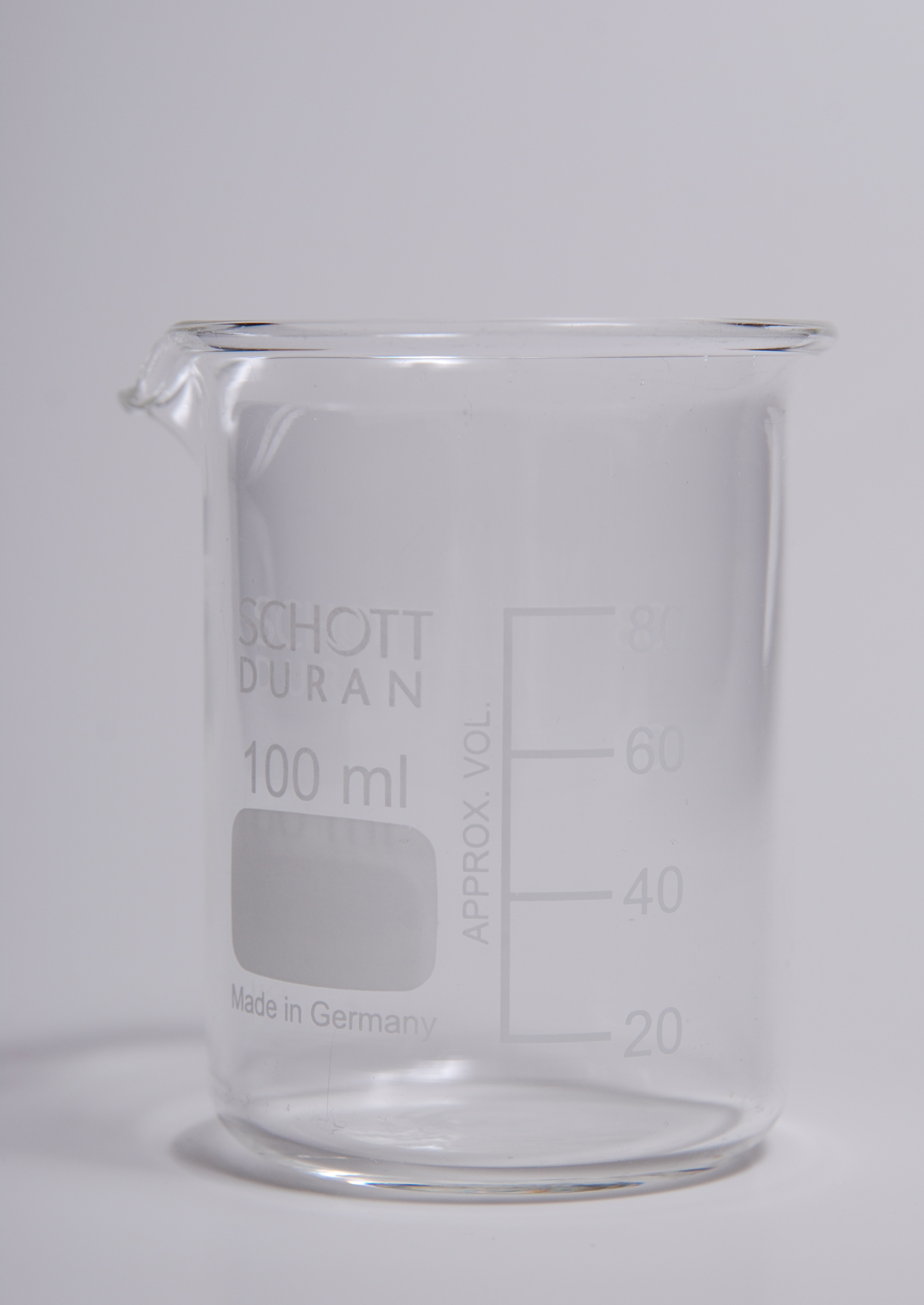
Un bécher de volume d'1 dL (décalitre), soit 100 mL.

Déci (symbole d) est le préfixe du Système international d'unités (SI) qui représente 10-1 fois cette unité (soit un dixième). Par exemple, on parle de décilitre ou de décimètre.
Adopté en 1795, ce préfixe vient du mot latin decimus, signifiant « dixième ».